# Brüder Mannesmann
Die Brüder Mannesmann AG ist ein börsennotierter deutscher Werkzeughändler mit Sitz in Remscheid.

## Unternehmensgeschichte
Nach mehreren Firmen- und Unternehmensgründungen im 19. Jahrhundert (u. a. Mannesmann) gründeten Alfred Mannesmann und sein Bruder Carl am 14. Juli 1931 die Brüder Mannesmann GmbH in Remscheid, die zunächst geschmiedete und gegossene Rohrschellen für Wasserleitungen herstellte. Später wurden diese auch im Gassektor verwendet. 1977 begann man mit dem Handel von Werkzeugen und gründete die Tochtergesellschaft Brüder Mannesmann Werkzeuge GmbH. Nachdem zunächst Handwerkzeuge und Do-it-yourself-Produkte importiert wurden, kamen später auch technische Artikel und Elektrowerkzeuge hinzu. 1995 wurde die Brüder Mannesmann GmbH in eine Aktiengesellschaft umgewandelt; der Börsengang fand am 3. Juni 1996 statt. 1998 wurden erstmals über 2.000 Mitarbeiter beschäftigt. Im selben Jahr lag der Umsatz bei rund 500 Millionen DM (rd. 260 Millionen Euro). Durch den Verkauf der Deutsche Armaturen AG im Jahr 2000 verringerte sich die Mitarbeiterzahl sowie der Umsatz deutlich.
Die Aktien des Unternehmens notierten bis zum 21. März 2012 im Prime Standard der Frankfurter Wertpapierbörse und wechselten dann in den General Standard. Heute notieren die Aktien des Unternehmens im m:access der Börse München.
Der heutige Verwaltungssitz ist die zwischen 1914 und 1916 erbaute Villa in Remscheid-Bliedinghausen.
Die Tochtergesellschaft Brüder Mannesmann Werkzeuge GmbH hat sich auf Do it yourself, Handwerk- und Industriemärkte spezialisiert und beschäftigt rund 65 Mitarbeiter (Stand: 2024). Produkte werden aus aller Welt importiert und in über 70 Länder exportiert. 2024 wies das Unternehmen einen Verlust von 3,8 Millionen Euro auf. Die Hauptversammlung 2025 fand in Winterberg-Oversum statt.

## Tochtergesellschaften
Die Brüder Mannesmann AG unterhält folgende Tochtergesellschaften:
- Brüder Mannesmann Werkzeuge GmbH, Remscheid, mit 100 %
- Brüder Mannesmann Nederland B.V., Nijmegen/Niederlande 100 %
- BRM USA Holding Inc. Atlanta/USA, mit 100 %
- BR Mannesmann LLC Atlanta/USA 100 %
- Brüder Mannesmann e-Commerce GmbH, Remscheid 100 %
- Brüder Mannesmann Grundbesitz GmbH, Remscheid 100 %

Quelle: Geschäftsbericht 2024

## Aktionärsstruktur
Der Freefloat beträgt 75,33 %, der im Sommer 2025 verstorbene Jürgen Schafstein hielt 16,67 % der Aktien. Bernd Schafstein hält 8,00 % der Aktien.